# Threave Gardens

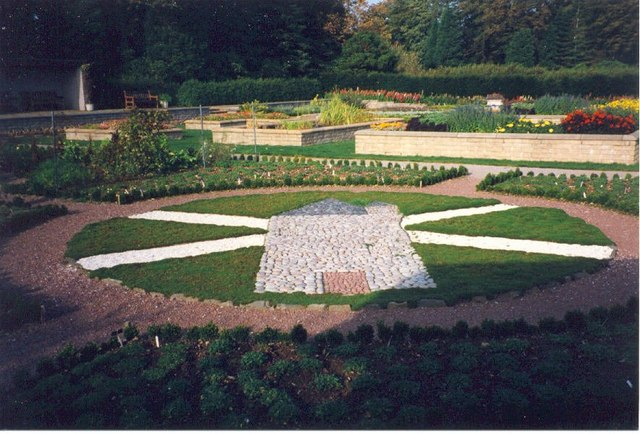
Parterregarten der Threave Gardens

Threave Gardens sind die Gartenanlagen von Threave House, das südwestlich von Dumfries in der Council Area Dumfries and Galloway liegt. Auf dem Gelände ist die Practical School of Horticulture untergebracht. Seit 1948 ist Threave Gardens im Besitz des National Trust for Scotland (NTS).

## Beschreibung
Threave Gardens sind etwa 20 ha große Gärten auf dem Gelände von Threave House. Das Gesamtgelände von Threave House umfasst eine Fläche von insgesamt etwa 600 ha. Das Estate wurde 1872 vom Kaufmann William Gordon angelegt und ist seit 1948 unter der Verwaltung des NTS, der es 1957 endgültig übernahm. Seit 1960 beherbergt das Estate die Threave School of Gardening, eine Internatsschule, in der Gärtner für Zier- und Landschaftsgärten in einem zweijährigen Kurs weitergebildet werden. Jedes Jahr werden acht Schülerinnen und Schüler aufgenommen. Das Gelände ist durch Wege erschlossen, u. a. einem Fledermauspfad. Hier erhält man auf geführten Touren Informationen über die acht nachgewiesenen Fledermausarten, die auf dem Estate leben. Auf dem Diamond Trail stehen 60 neu gepflanzte Bäume, die zum 60. Jubiläum des NTS gepflanzt wurden. 2024 betrug die Besucherzahl etwa 122.000 Personen.

Fledermäuse in Threave Gardens
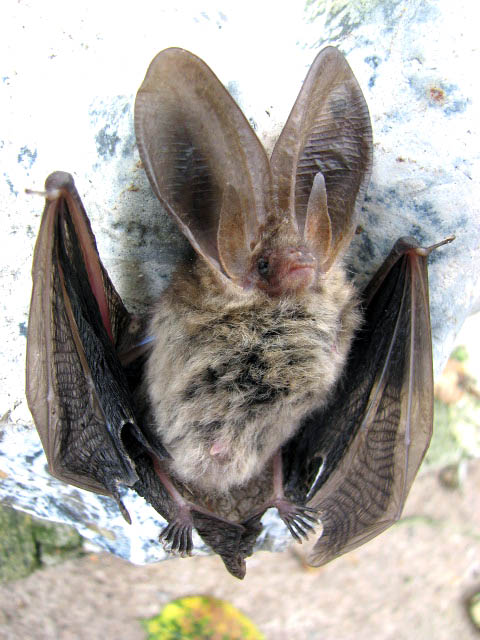
Braunes Langohr (Brown long-eared bat)
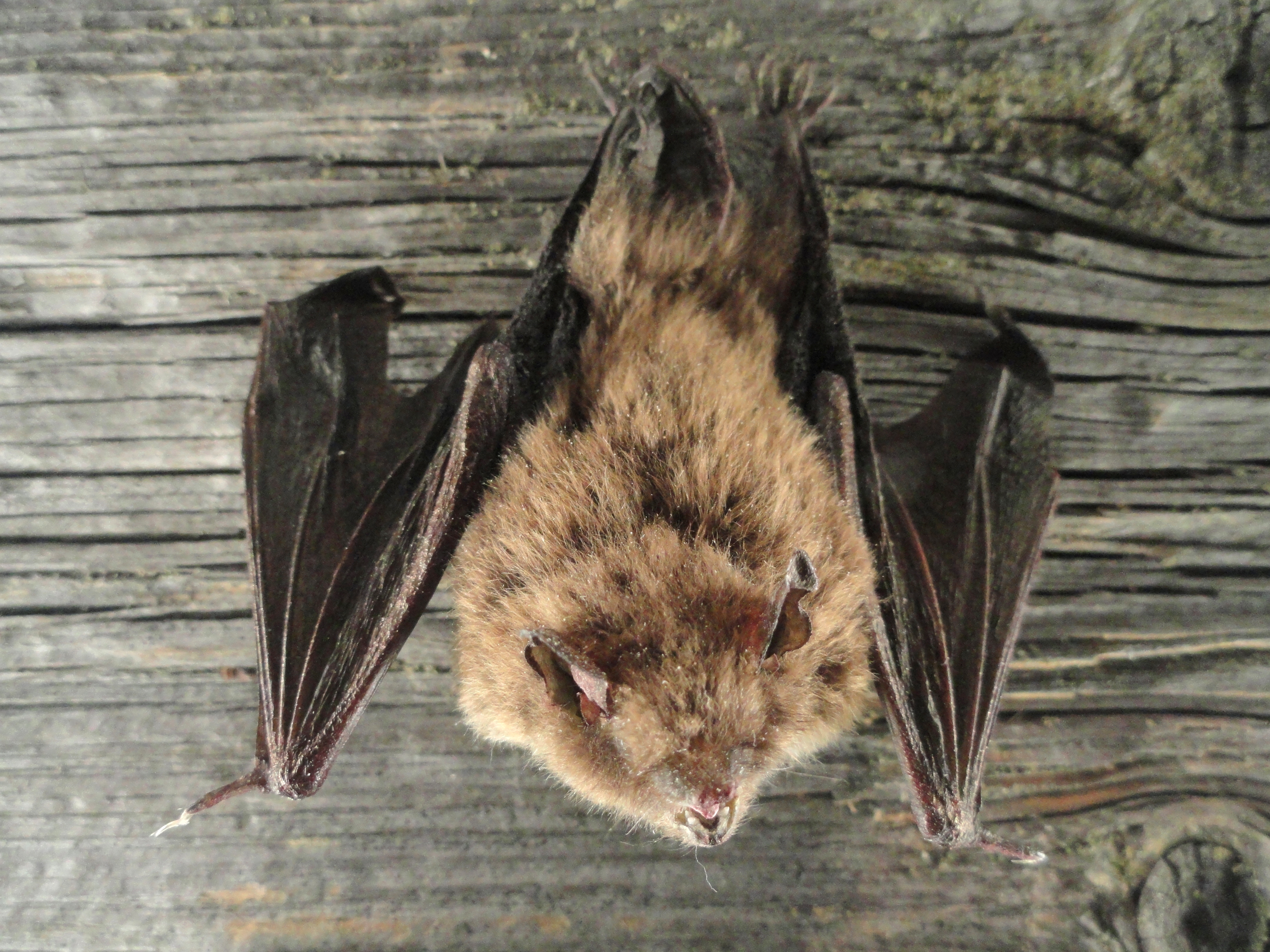
Wasserfledermaus (Daubenton's bat)
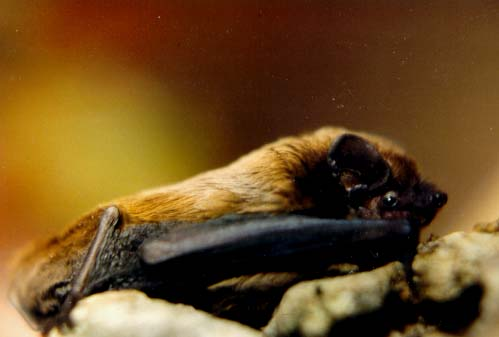
Kleiner Abendsegler (Leisler’s Bat)

Die Threave Gardens wurden von Historic Environment Scotland in der Kategorie Horticultural (Gartenbau) in die höchste Stufe Outstanding (Hervorragend) und in der Kategorie Artistic Interest in der zweithöchsten Stufe High eingestuft.
Threave House wurde vom Historic Environment Scotland in der schottischen Denkmalliste in die zweithöchste Kategorie B aufgenommen.

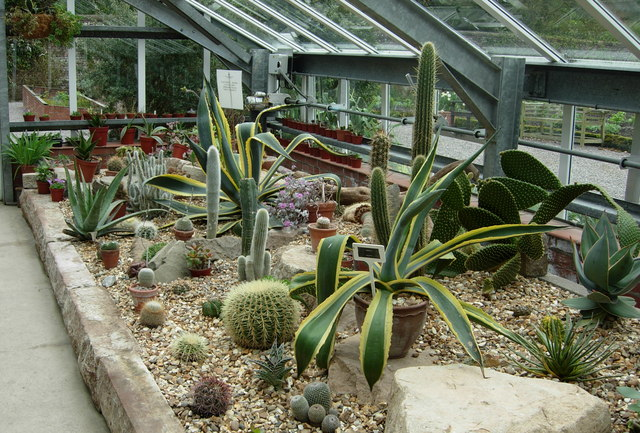
Warmbereich eines Gewächshauses mit Kakteen

### Threave School of Gardening
Die Threave School of Gardening ist eine Internatsschule, in der Gärtner für Zier- und Landschaftsgärten in einem zweijährigen Kurs weitergebildet werden. Mit erfolgreichem Abschluss erhalten die Schülerinnen und Schüler ein RHS Level 2 Certificate in Practical Horticulture der Royal Horticultural Society. Jedes Jahr werden acht Schülerinnen und Schüler aufgenommen, die entweder einen akademischen Abschluss im Gartenbau oder nachgewiesene praktische Erfahrungen haben müssen und im Threave House wohnen können. Die Schülerinnen und Schüler durchwandern mehrere Gärten (Parkanlage, Walled garden (Nutzgarten), Rosengarten, Steingarten, Gewächshäuser) und erhalten neben dieser praktischen eine fundierte theoretische Ausbildung. Viele der Gärten auf dem Gelände wurden seitdem von den Schülerinnen und Schülern angelegt und gepflegt.

### Gärten
Auf dem Gelände von Threave Gardens sind eine Vielzahl von Gärten angelegt, hauptsächlich um den Schülern als Praxisplatz zu dienen. Es gibt einen Rosengarten, einen Steingarten, einen eingefriedeten Nutz- und Ziergarten (Walled Garden), in dem Gemüse, Obst und Schnittblumen angebaut wurden und Treibhäuser. In den Treibhäusern gibt es drei Bereiche; einen kühlen Bereich, einen temperierten und einen heißen. Hier wachsen Kakteen, Orchideen und Bromelien. Die Pflanzen des Walled Garden versorgten ursprünglich die Bewohner des Haupthauses und deren Bedienstete, heute liefern sie Produkte an die Cafés. Ein besonderer Garten ist der Garden of Contemplation. Er wurde durch Spenden von Unterstützern aus Großbritannien und den USA ermöglicht. Der Garden of Contemplation ist eine Kombination von Bepflanzung, Landschaftsgestaltung und skulpturalen Gestaltungselementen. Er soll zum Verweilen, Entspannen und zur Kontemplation einladen. Neben den angelegten Gärten gibt es Sammlungen von Pflanzen auf dem Gelände, eine davon ist der Ilex (Holly), von dem rund ein Dutzend Arten hier wachsen. Nachdem 2020 die Veranstaltung ausgefallen war, konnte 2021 die Threave Gardening Show wieder stattfinden. Hier werden Pflanzen verkauft und Aktivitäten des Gartenteams präsentiert. Mit einem Drohnenflug über den Garten kann man einen Eindruck des Gartens gewinnen.

### Flora und Fauna
Auch wenn Threave Gardens eine künstliche Umgebung sind, hat sich eine reiche Flora und Fauna etabliert.

Greifvögel in Threave Gardens
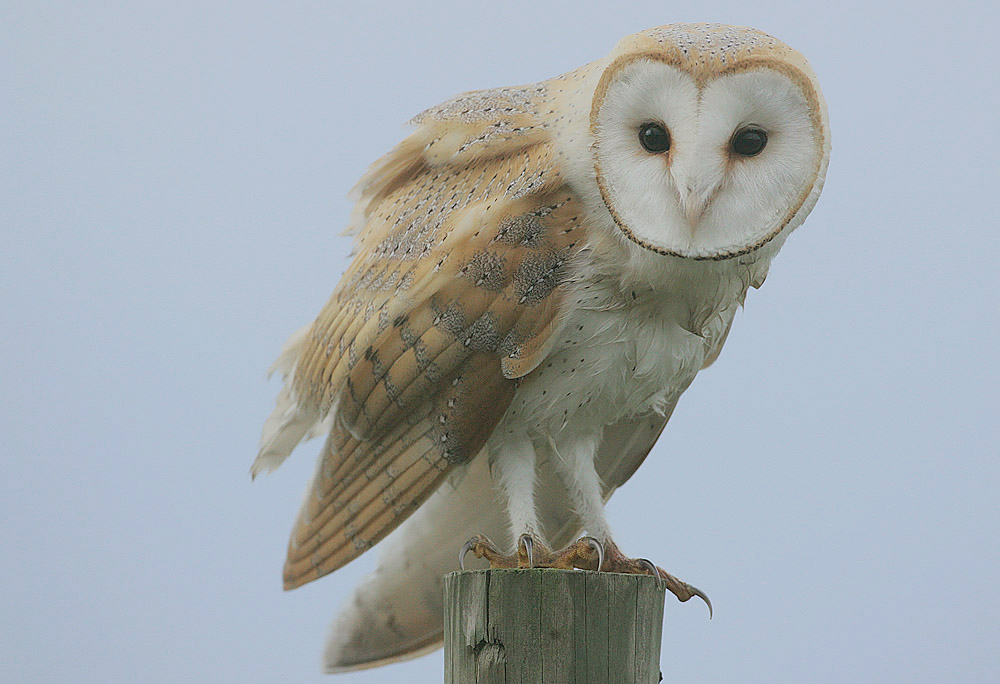
Schleiereule (Barn Owl)
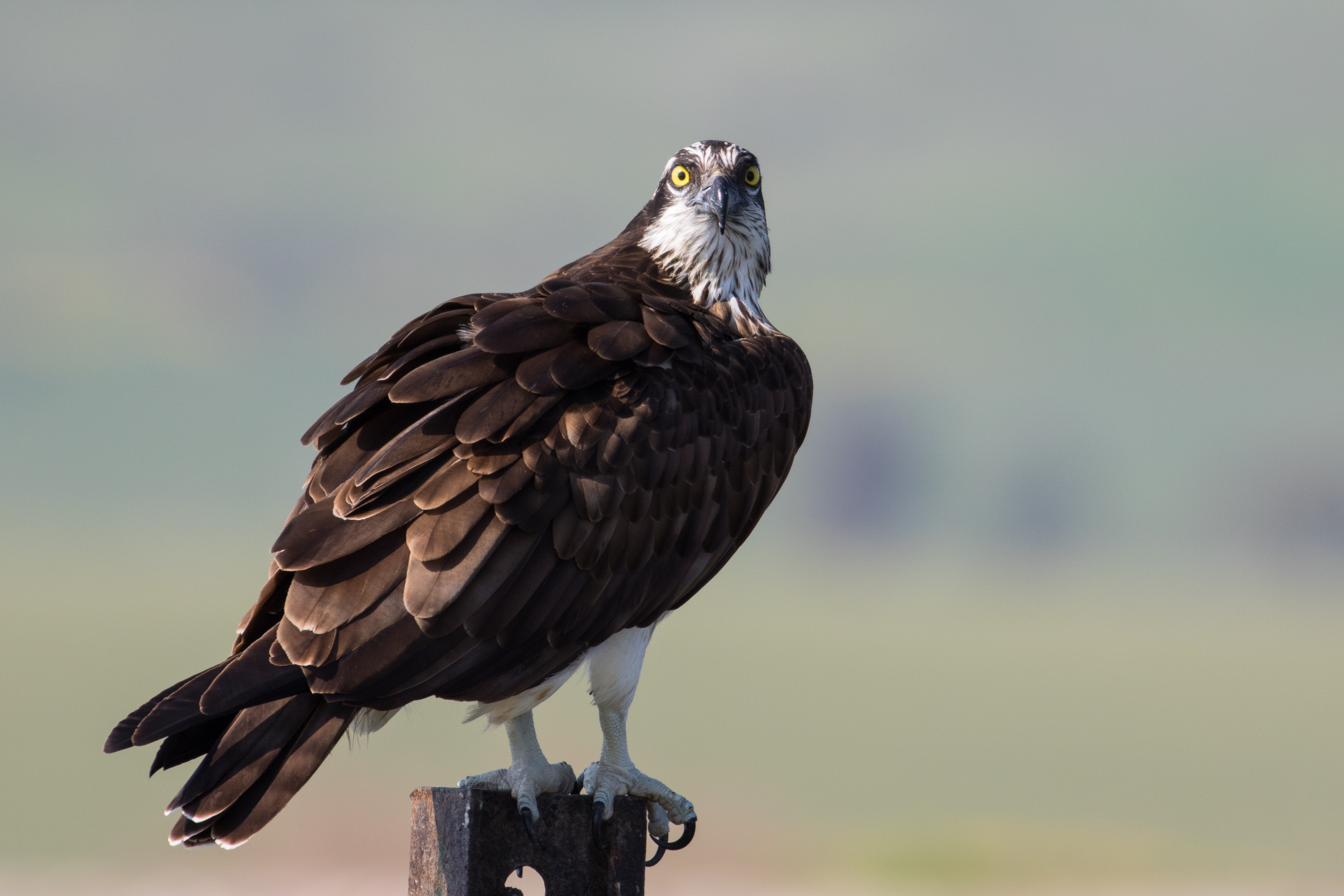
Fischadler (Osprey)
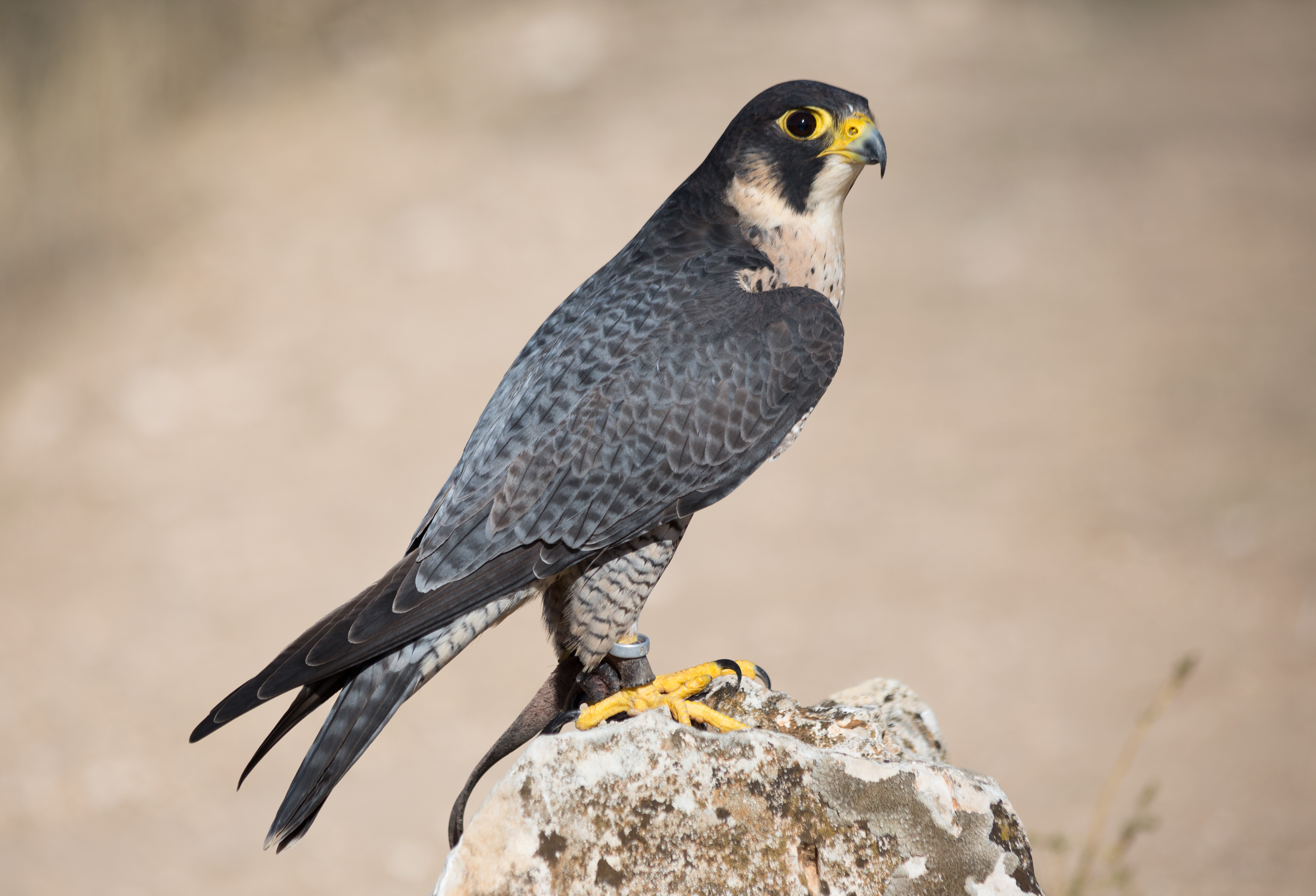
Wanderfalke (Peregrine falcon)
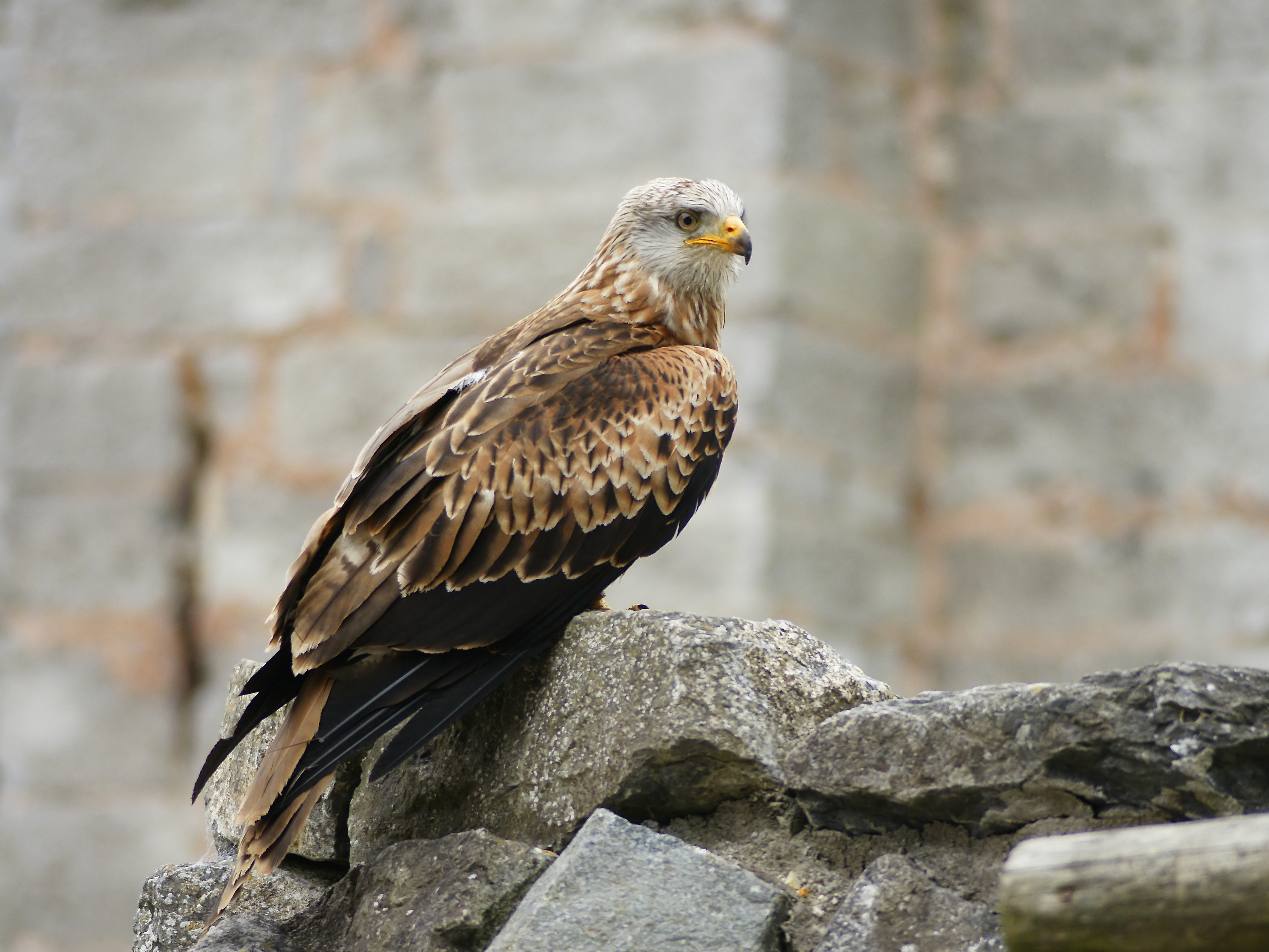
Rotmilan (Red kite)

Wasservögel in Threave Gardens
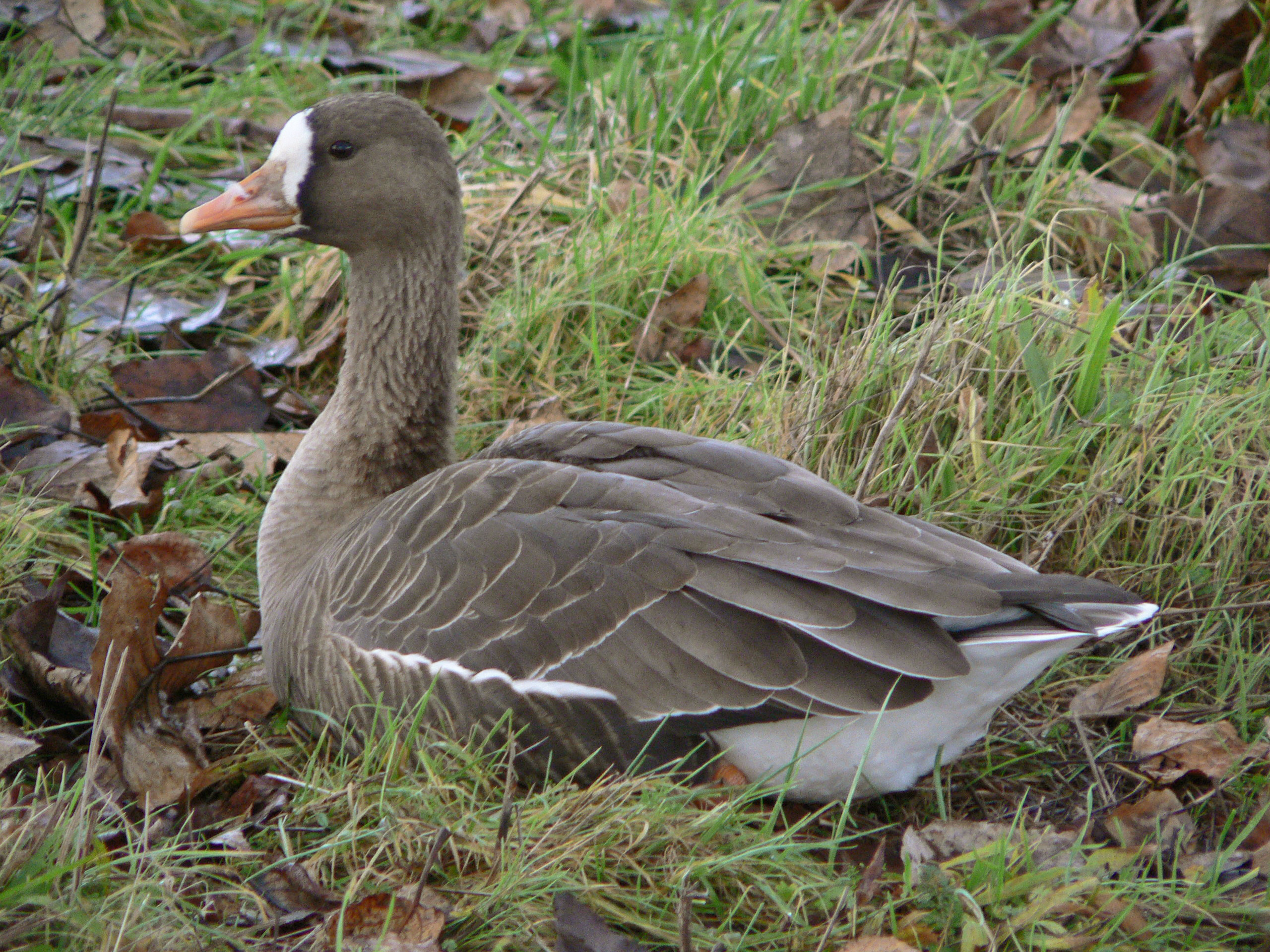
Blässgans (Greenland white-fronted goose)
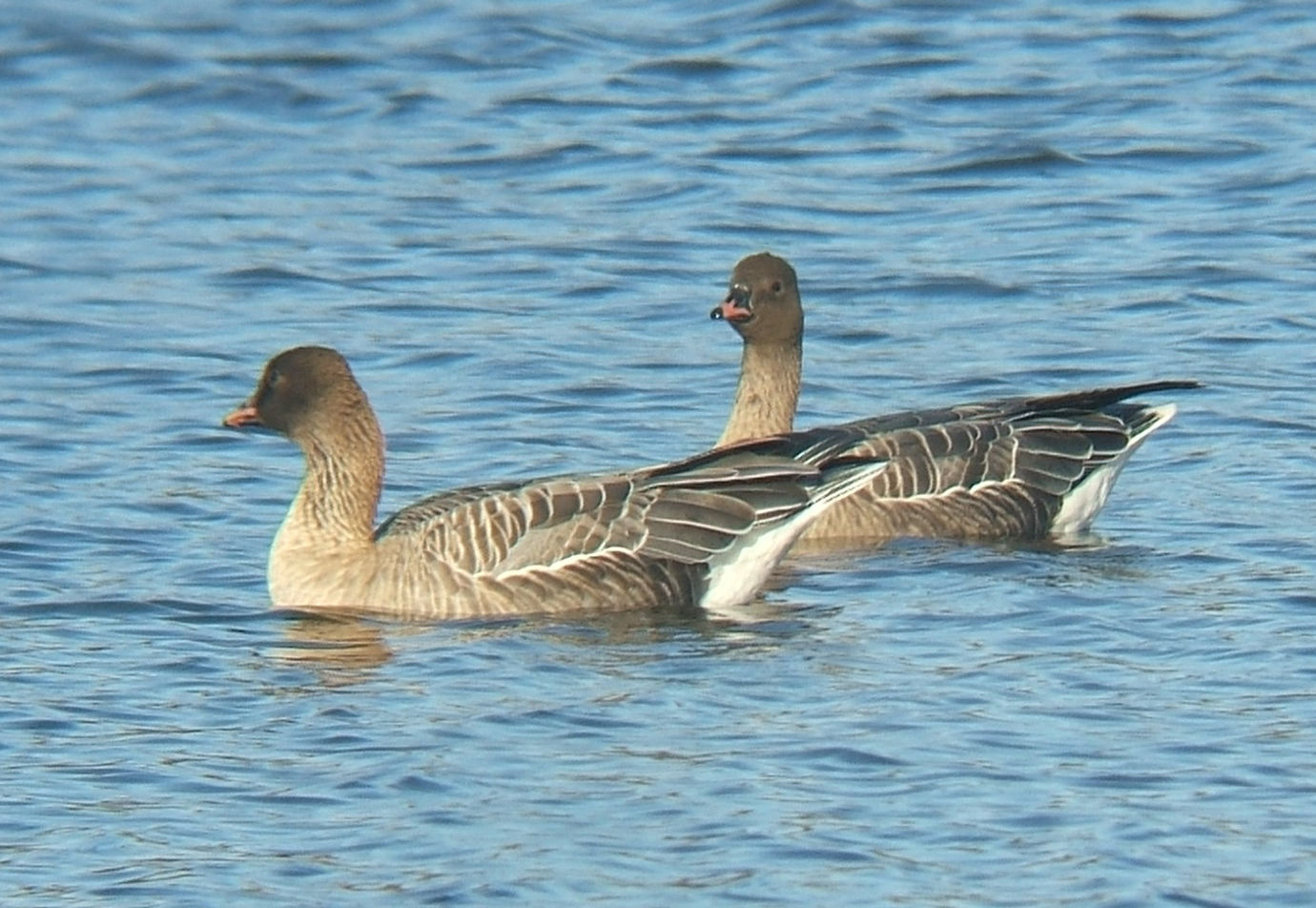
Kurzschnabelgans (Pink-footed goose)
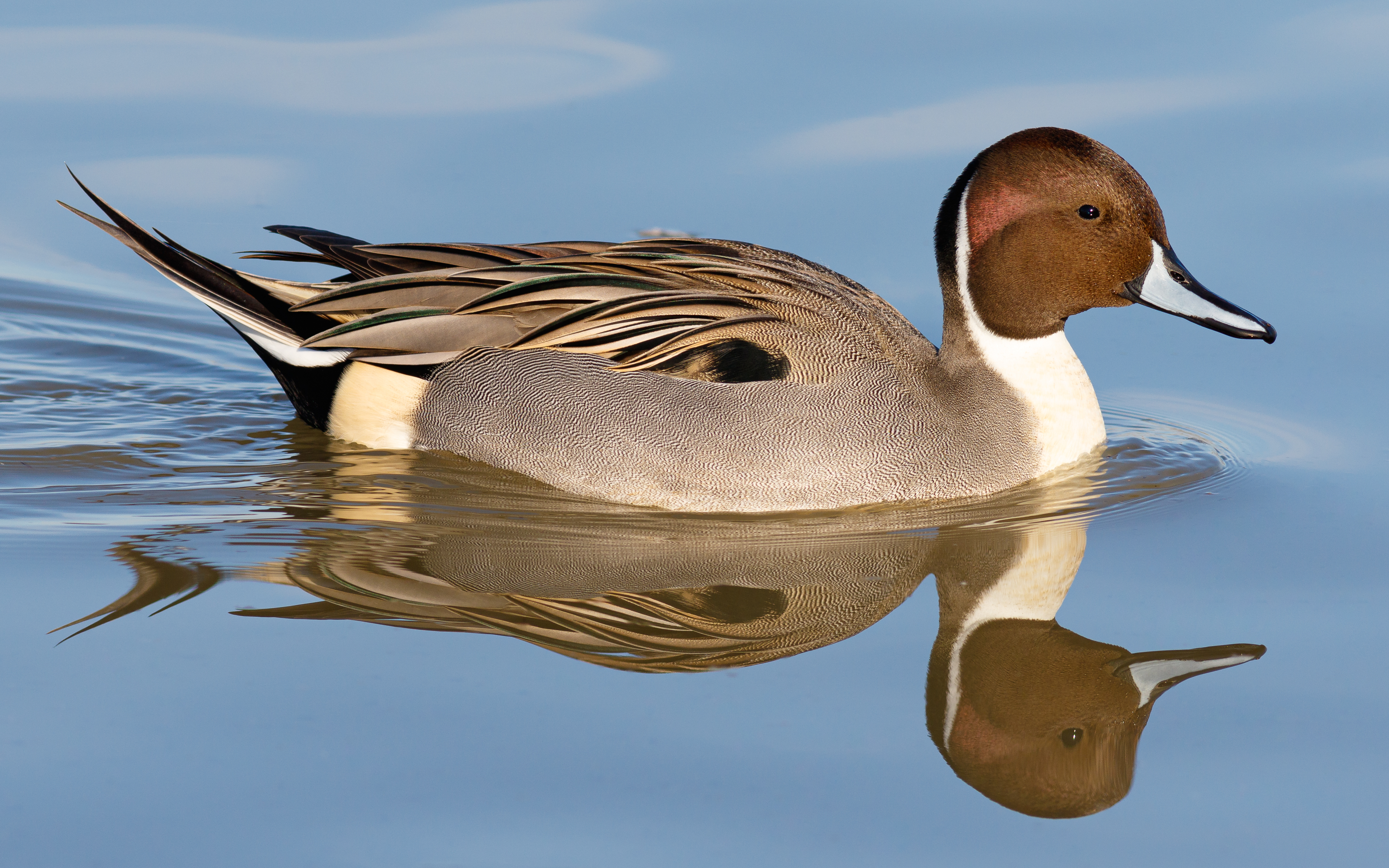
Spießente (Pintail)
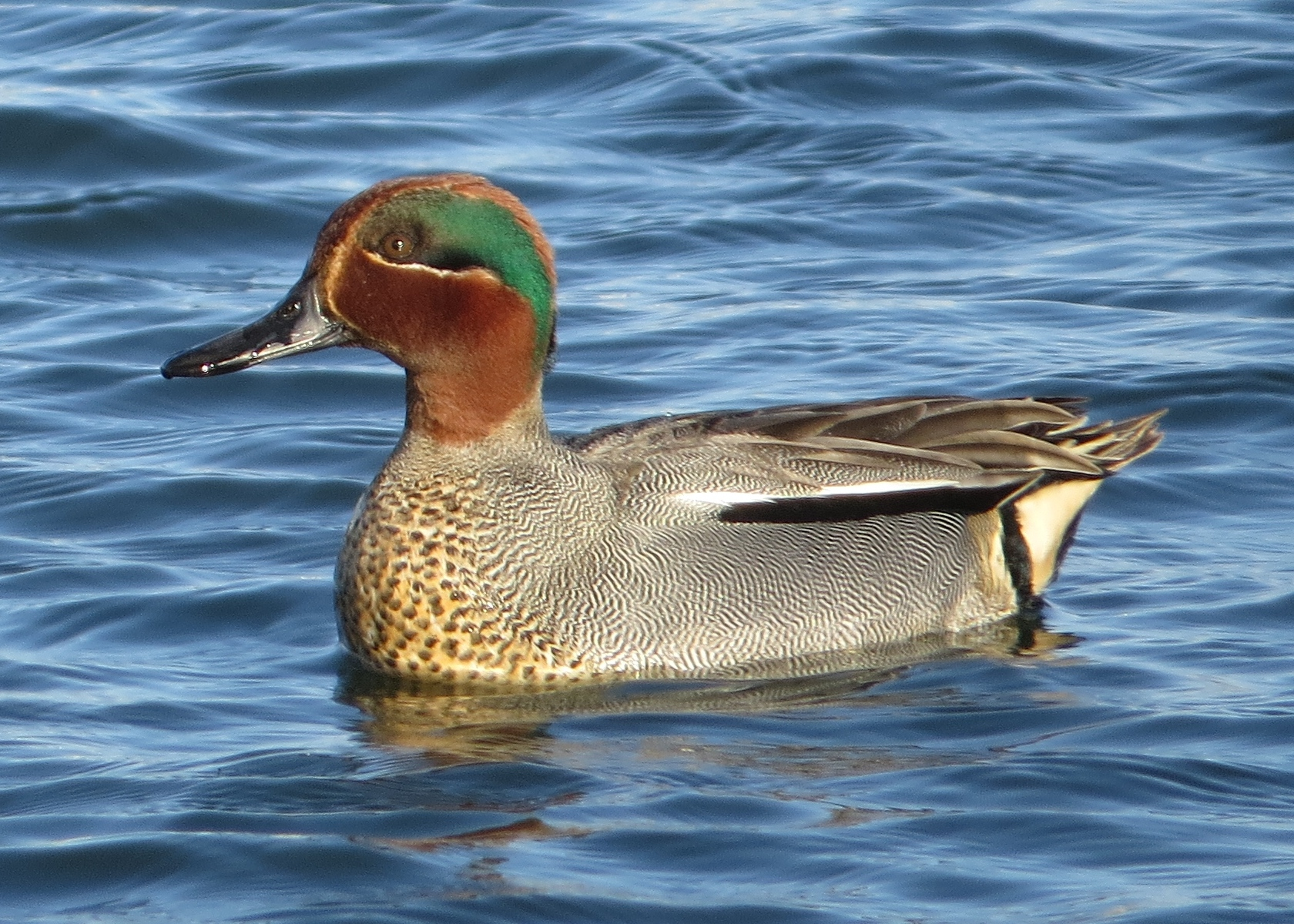
Krickente (Eurasian teal)
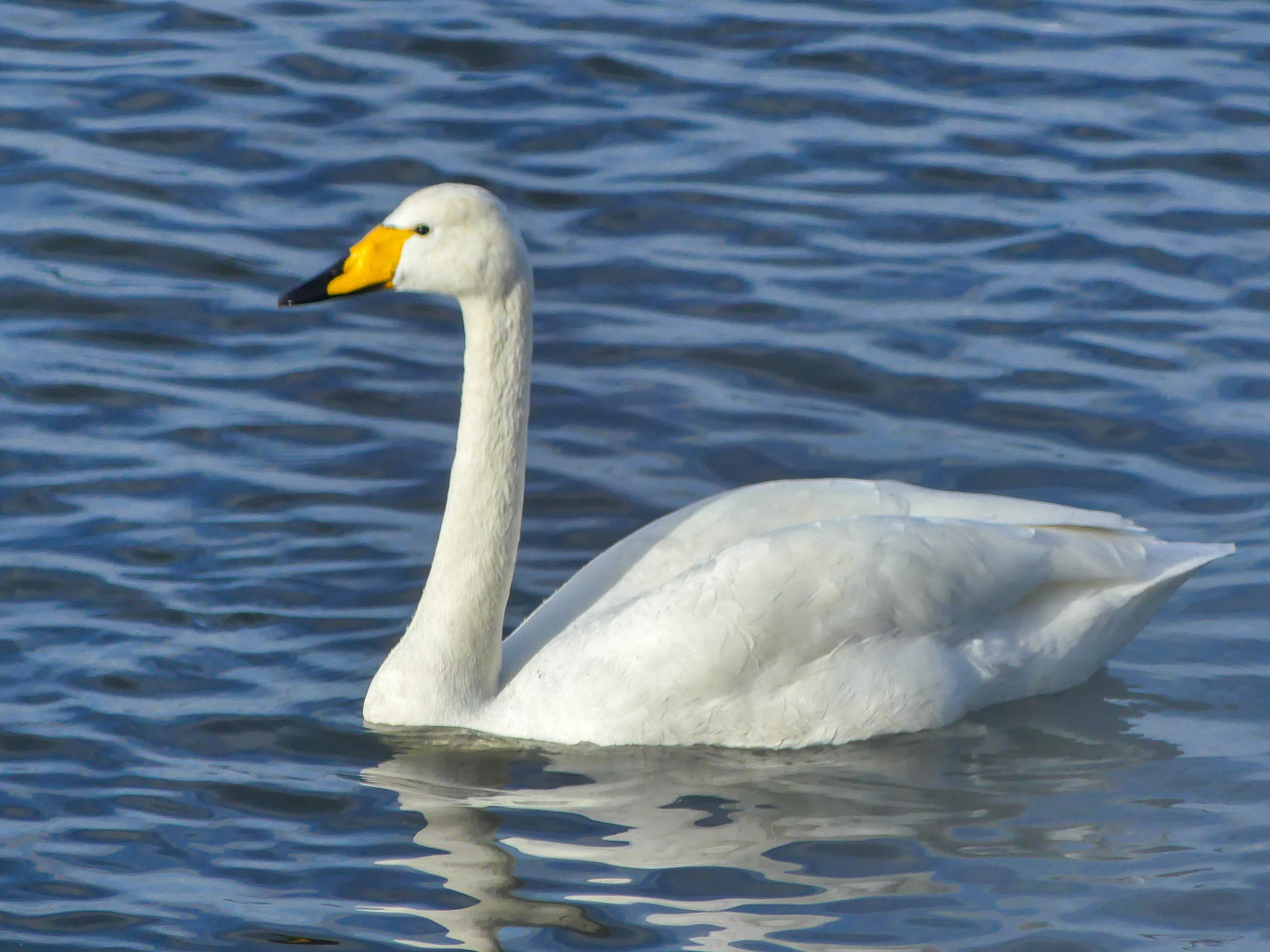
Singschwan (Whooper swan)

Säugetiere und Reptilien in Threave Gardens
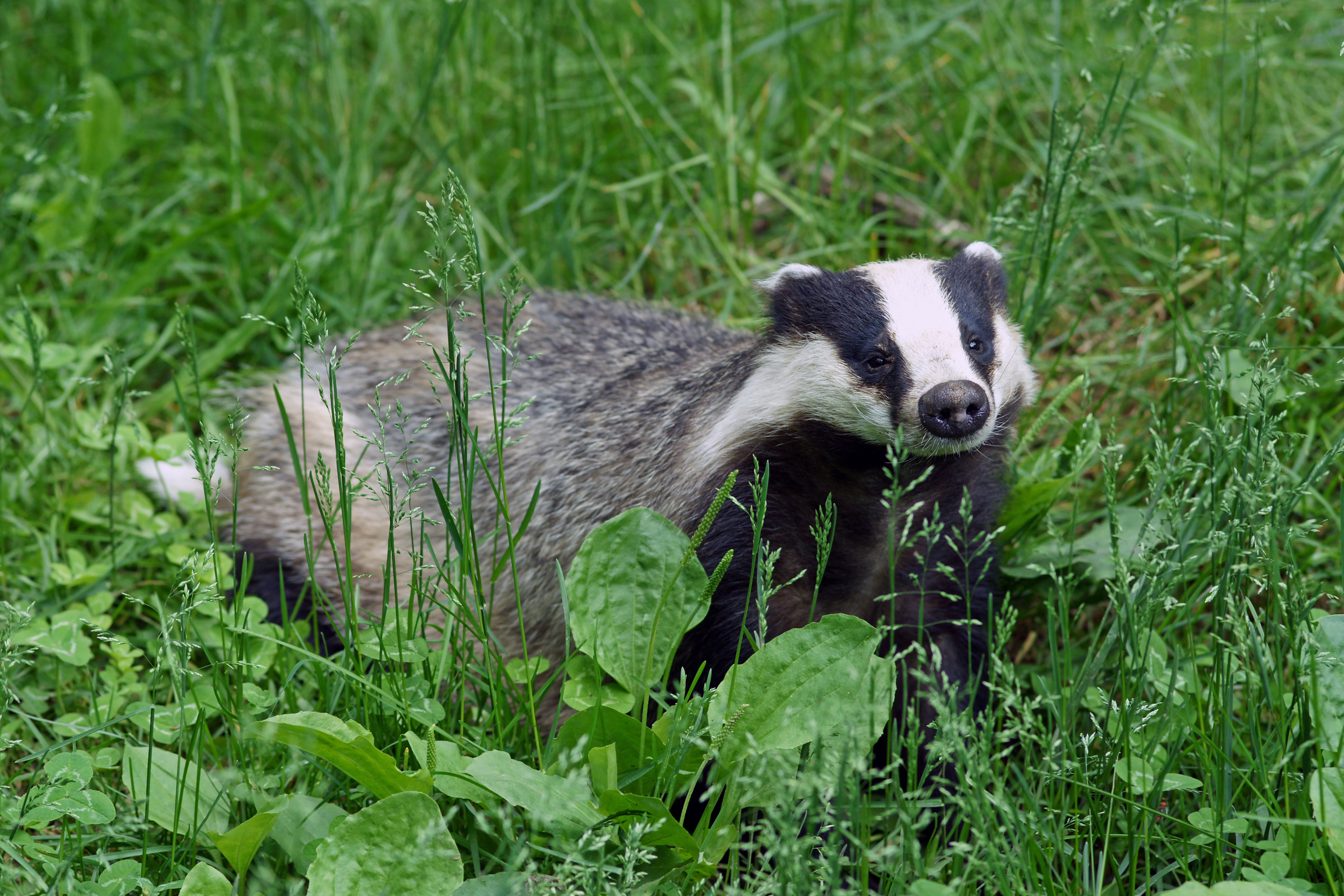
Dachs (European badger)
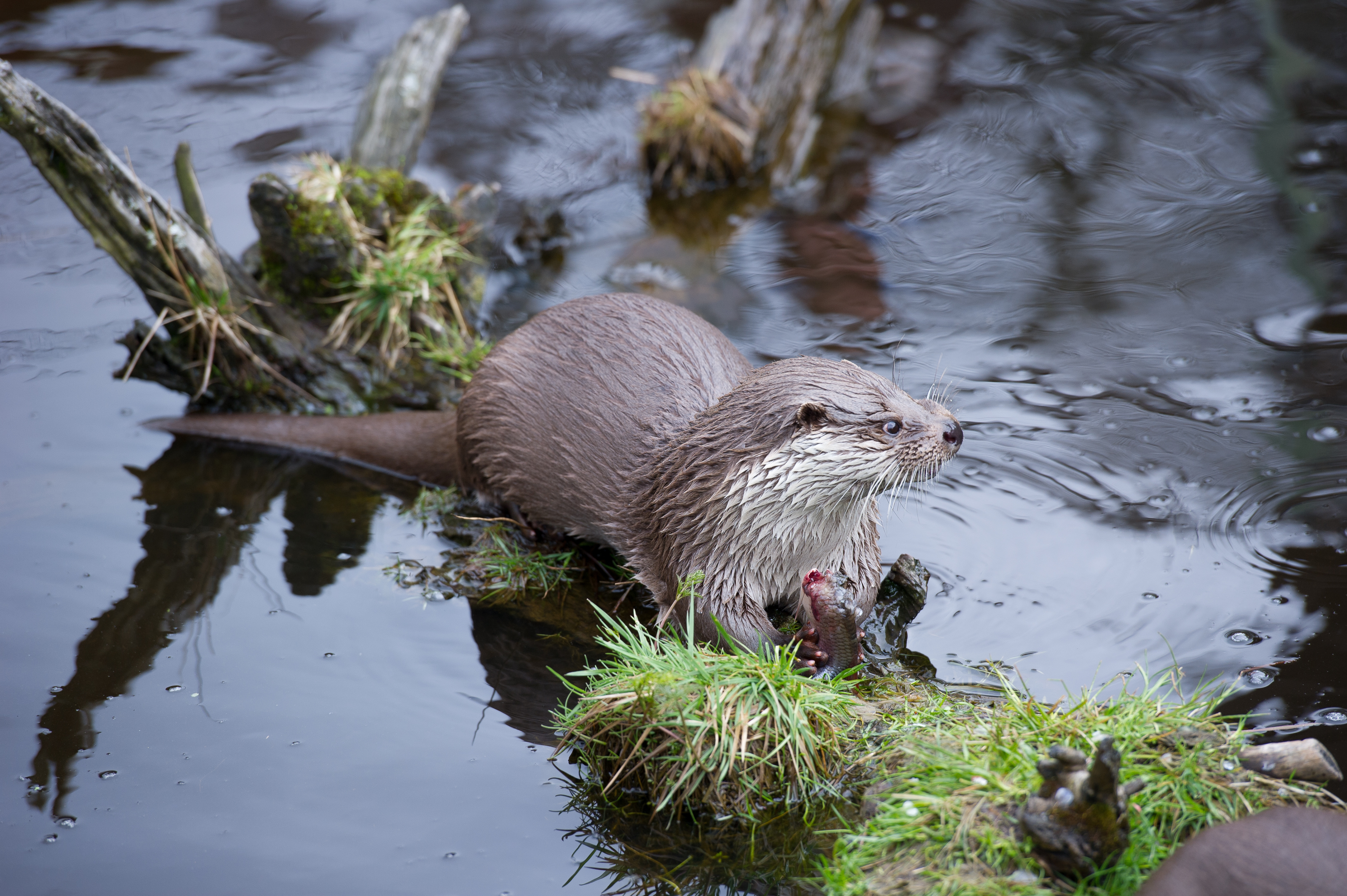
Otter
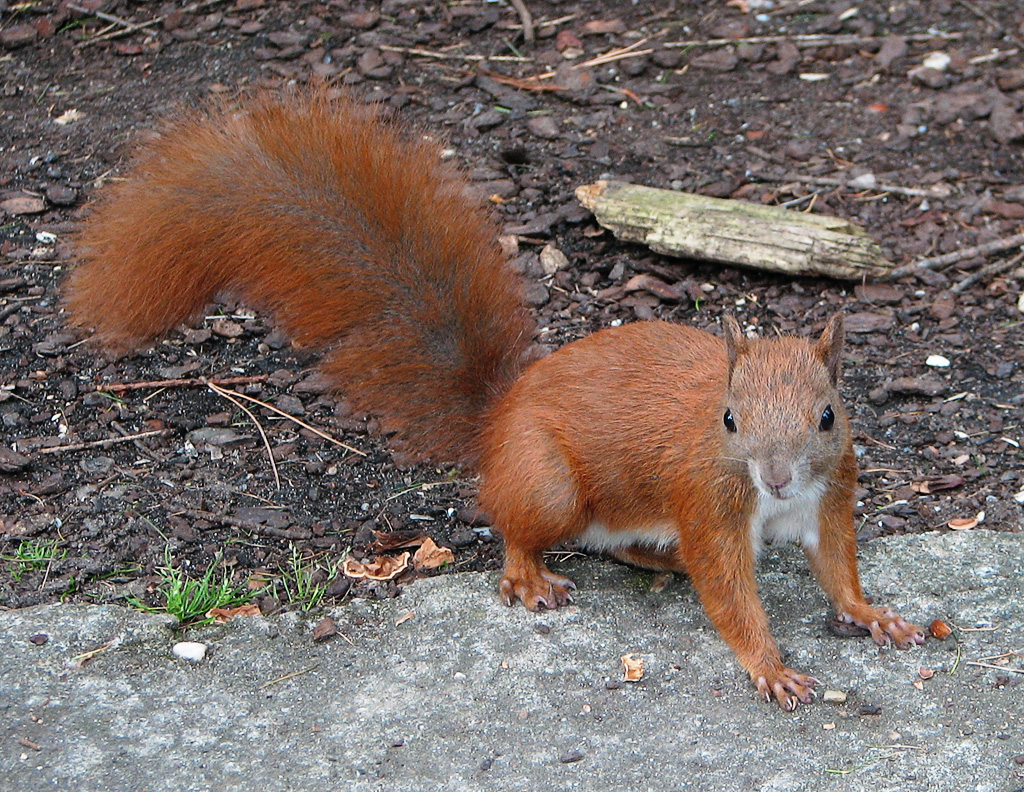
Eichhörnchen  (Red squirrel)
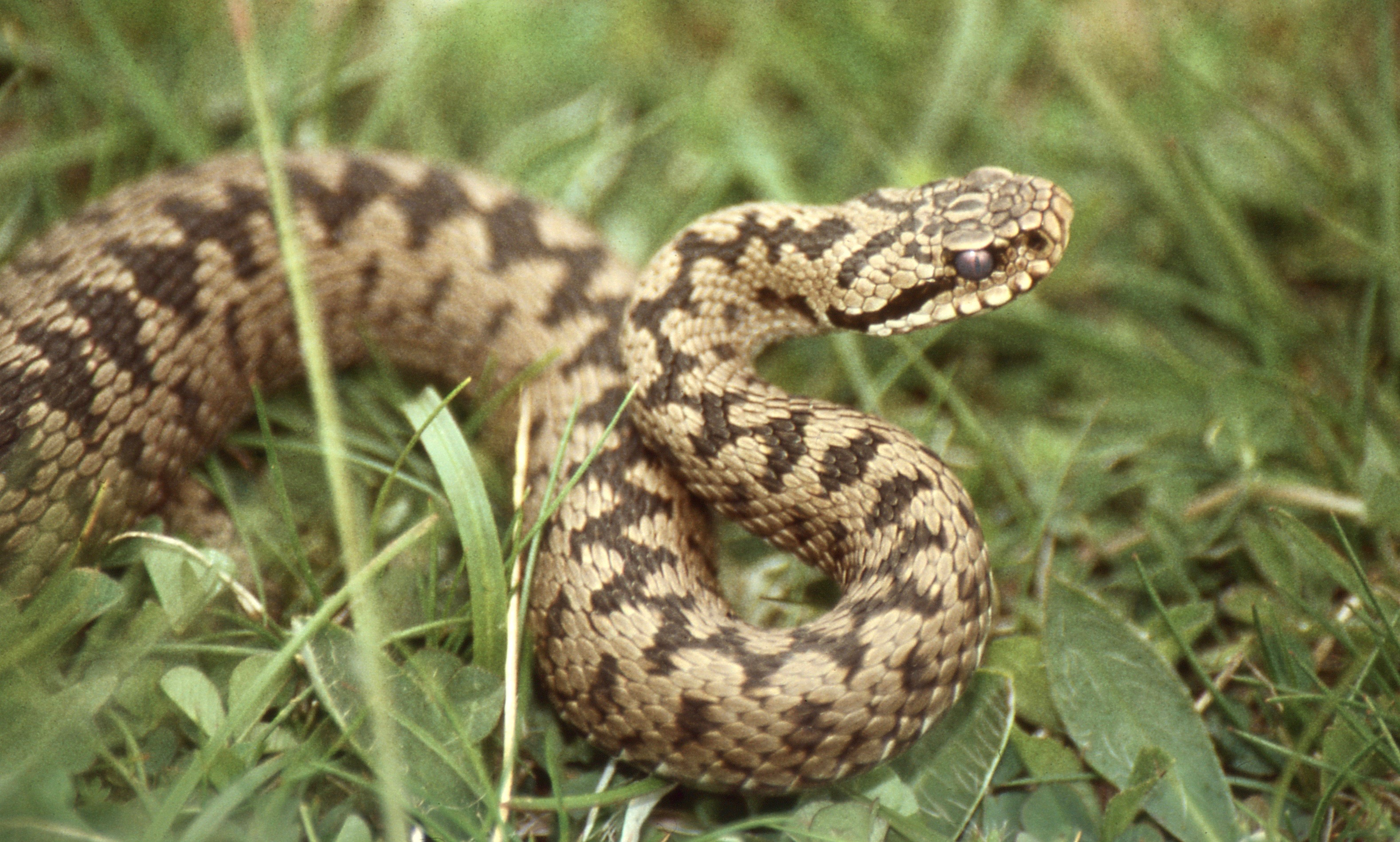
Kreuzotter (Adder)

Auf dem Gebiet von Threave Gardens sind Fledermäuse zu beobachten, einige Arten wurden erst kürzlich dort entdeckt. Durch systematische Beobachtungen konnte nachgewiesen werden, dass Kleine Abendsegler (Leisler’s Bat) in den Waldgebieten Bäume als Schlafplatz nutzen. Diese Fledermaus ist die achte Art, die hier vorkommt.
Das Rote oder Eurasische Eichhörnchen ist in Großbritannien gefährdet, weil es zum einen vom Grauhörnchen als Nahrungs- und Habitatskonkurrenten bedrängt und zum anderen durch ein Virus bedroht wird, dessen Träger wiederum Grauhörnchen sind, die aber dadurch nicht gefährdet sind. Hinzu kommt, dass durch menschliche Einflüsse die natürlichen Habitate der Eichhörnchen immer seltener werden. In Zusammenarbeit mit der Organisation Saving Scotland’s Red Squirrels wird auf dem Gebiet des Estate versucht, die Lebensbedingungen für die roten Eichhörnchen zu verbessern und die Ausbreitung der grauen einzuschränken.
2017 startete ein Projekt, in dem 81 ha brachliegendes Land einer Milchfarm und daran angrenzende ökologisch wertvolle Gebiete sich selbst überlassen wurden. Es wird beobachtet, wie sich diese teilweise intensiv genutzten Gebiete selbständig entwickeln und sich dem sich ändernden Klima anpassen. Es soll nicht versucht werden, frühere Zustände wiederherzustellen, es soll untersucht werden, wie man bestehende Habitate darin unterstützen kann, eine breite Biodiversität zu entwickeln. In Zusammenarbeit mit dem Galloway Glens Landscape Partnership scheme wurden 2021 250.000 £ investiert, um Projekte zu unterstützen, die Drainagen rückgängig zu machen und wieder Feuchtgebiete entstehen zu lassen. Es sollen 30 ha Wirtschaftswälder in naturnahe Wälder umgewandelt werden. Diese Maßnahmen sollen im Frühjahr 2022 abgeschlossen werden.

### Threave House

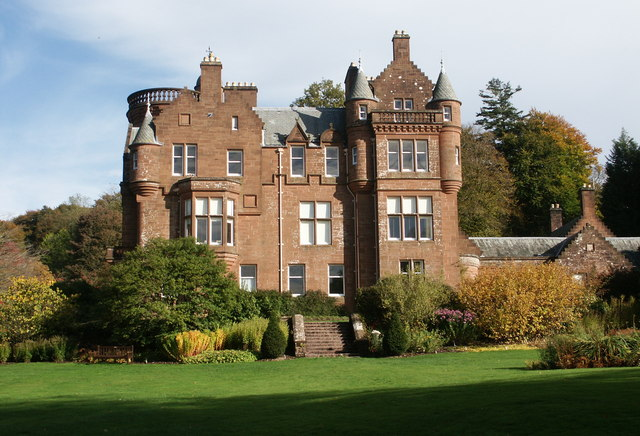
Threave House

Der Garten wird vom Threave House gekrönt, einem Herrenhaus, das der Kaufmann William Gordon 1872 errichten ließ. Es besteht aus rotem Sandstein, der aus Dumfries stammt. Das Haus und das Gelände wurden 1957 von Alan Gordon an den NTS vererbt. Heute dient es zum einen als Internat für die Gartenschülerinnen und -schülern, zum anderen als Museum, das das Leben der Gordons in den 1930er Jahren zeigt. Man kann das Haus aber auch für private Feiern und Hochzeiten mieten. Nach der Renovierung 2018 hat auch das Terrassencafé wieder eröffnet. Bei der Einrichtung wurde darauf geachtet, auch recycelte Materialien zu verwenden. Die Auswahl der Speisen orientiert sich an lokalen und saisonalen Lebensmitteln. Mitten im Garten liegt das Stallcafé, das während der Saison geöffnet ist. Hier kann man Kleinigkeiten essen und trinken, oder sich bei 'schottischem Wetter' bei einem warmen Getränk unterstellen.

## Geschichte
Der aus Liverpool stammende Geschäftsmann William Gordon ließ 1872 Threave House erbauen. Den Namen nahm er vom Threave Castle, einer Burg aus dem 12. Jahrhundert, die auf einer Insel im River Dee liegt und an das Estate grenzt. Im Laufe der 1880er Jahre wurden die Gartenanlage und der Park nach Entwürfen von William Gordon angelegt. Die heutige Form erhielt der Garten seit den 1960er Jahren. Andere Landschaftsarchitekten sind nicht bekannt. Der Enkel von William Gordon, Alan Gordon, trat 1948 an den NTS mit dem Angebot heran, das Estate zu übernehmen. Nach seinem Tod 1957 erbte der NTS das Gelände. 1960 wurde hier die Threave School of Gardening gegründet.